# イタマール・ゴラン
イタマール・ゴラン（Itamar Golan, 1970年8月3日 - ）は、リトアニア出身のピアノ奏者。
ヴィリニュスに生まれたが、生後間もなくしてイスラエルに移住。幼少時よりラーラ・ヴァドヴォーズとエマヌエル・クラソフスキーにピアノを師事し、７歳の時にテルアヴィヴで初リサイタルを開いた。その後、チム・タウプに室内楽を学び、1985年から1989年までニューイングランド音楽院に留学して、レナード・シュアとパトリシア・ザンダーの薫陶を受けた。
1991年からマンハッタン音楽学校の講師となり、1994年からはパリ音楽院で室内楽を講じている。

## 註
1. ↑  アーカイブ 2015年12月22日 - ウェイバックマシン
2. ↑  アーカイブ 2015年12月23日 - ウェイバックマシン
3. ↑  アーカイブ 2019年5月30日 - ウェイバックマシン
4. ↑  イタマール・ゴラン - Discogs（英語）

| スタブアイコン | サブスタブ | この項目は、まだ閲覧者の調べものの参照としては役立たない、音楽関係者（バンド等）に関連した書きかけの項目です。この項目を加筆・訂正などしてくださる協力者を求めています（P:音楽/PJ:芸能人）。 |